# يوناس هالجريمسون
يوناس هالجريمسون (بالآيسلندية: Jónas Hallgrímsson)‏ هو شاعر وكاتب آيسلندي ولد في 16 نوفمبر من عام 1807 وتوفي في 26 مايو من عام 1845. يعتبر من أشهر الشعراء الآيسلنديين ومن أكثر الشعراء المحبوبين في آيسلندا، حيث كتب بعض القصائد الآيسلندية الأكثر شهرة عن آيسلندا وشعبها. في عام 1996، تم إعتبار تاريخ ميلاده كيوم للغة الآيسلندية، وتمنح جائزة يوناس هالجريمسون للفرد الذي يساهم مساهمات فريدة من أجل اللغة الآيسلندية.